# Philippe Buache

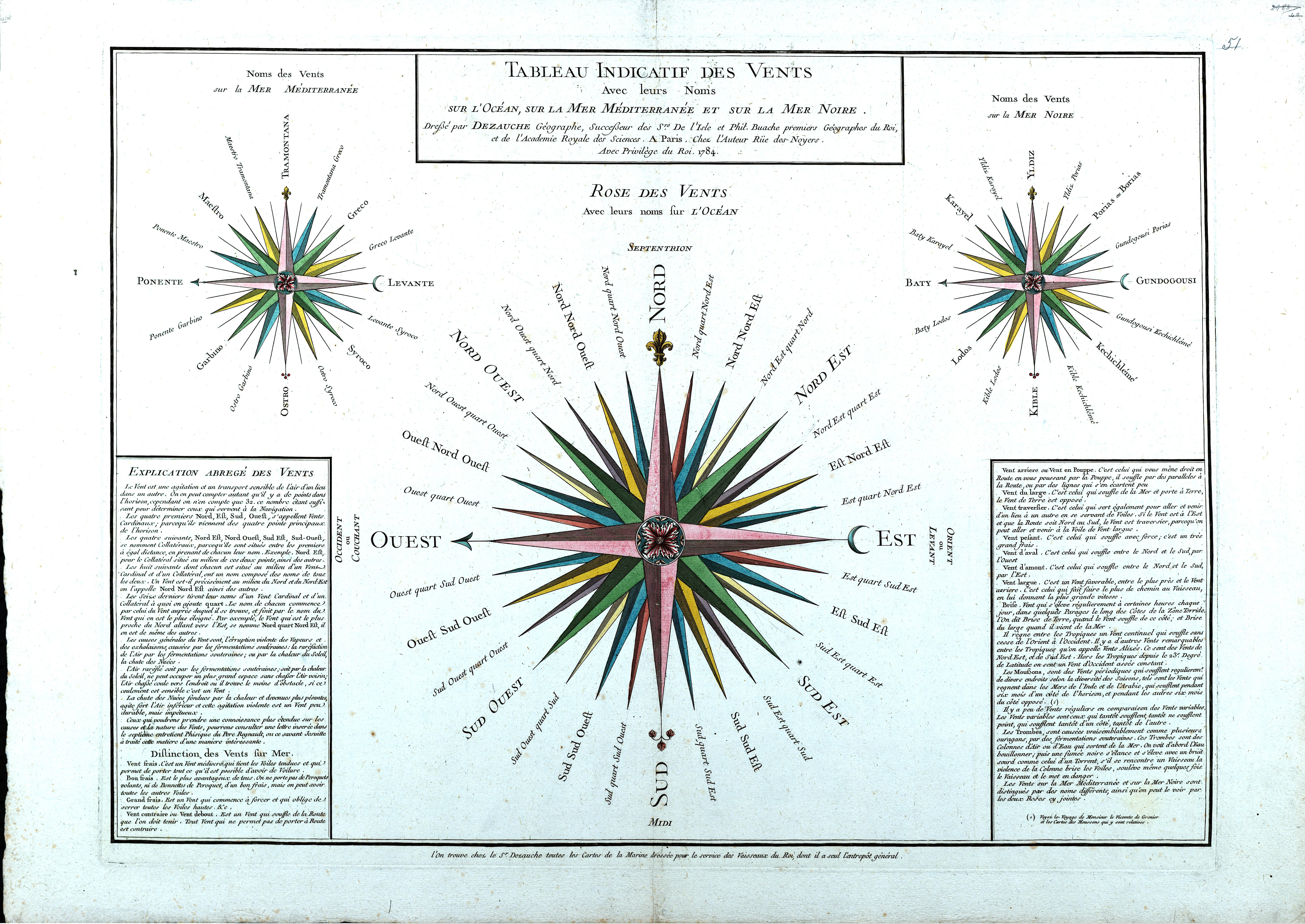
Tabla indicativa de los vientos con sus nombres en el océano, en el mar Mediterráneo y en el mar Negro. Dressé por A. Dezauche y Philippe Buache.

Philippe Buache (París, 1700-ibídem, 1773) fue un geógrafo francés.
Estudió con el geógrafo Guillermo Delisle, con cuya hija se casó; en 1729 fue nombrado primer geógrafo del rey (Premier Géographe du Roi). Estableció la división del globo por cuencas de ríos y de mares, subordinadas unas a otras. Creía en la existencia de un continente austral, opinión que los descubrimientos posteriores han confirmado hasta cierto punto.
Publicó en 1754 un Atlas physique, y numerosas memorias. Perteneció a la Academia de Ciencias Francesa.

## El Mapa Buache
Un mapa de Buache con fecha 1739 representa el polo sur terrestre y ha sido mencionado con cierta frecuencia como indicio de un conocimiento del continente antártico en tiempos remotos, con anterioridad incluso a que fuera cubierto por los hielos glaciares.